# Hosszúfarkú sáfránymadár
A hosszúfarkú sáfránymadár (Pericrocotus ethologus) a madarak osztályának verébalakúak (Passeriformes) rendjébe és a tüskésfarúfélék (Campephagidae) családjába tartozó faj.

## Rendszerezése
A fajt Outram Bangs és John Charles Phillips amerikai ornitológusok írták le 1914-ben, a Pericrocotus brevirostris alfajaként Pericrocotus brevirostris ethologus néven.

## Alfajai
- Pericrocotus ethologus annamensis Robinson & Kloss, 1923
- Pericrocotus ethologus ethologus Bangs & J. C. Phillips, 1914
- Pericrocotus ethologus favillaceus Bangs & J. C. Phillips, 1914
- Pericrocotus ethologus laetus Mayr, 1940
- Pericrocotus ethologus mariae Ripley, 1952
- Pericrocotus ethologus ripponi E. C. S. Baker, 1924
- Pericrocotus ethologus yvettae Bangs, 1921[2]

## Előfordulása
Dél- és Délkelet-Ázsiában, Afganisztán, Banglades, Bhután, Kína, India, Laosz, Mianmar, Nepál, Pakisztán, Thaiföld és Vietnám területén honos. 
Természetes élőhelyei a szubtrópusi vagy trópusi száraz erdők, síkvidéki és hegyi esőerdők, valamint szántóföldek és másodlagos erdők. Vonuló faj.

## Megjelenése
Testhossza 21 centiméter.
|  |  |

## Természetvédelmi helyzete
Az elterjedési területe rendkívül nagy, egyedszáma ugyan csökken, de még nem éri el a kritikus szintet. A Természetvédelmi Világszövetség Vörös listáján nem fenyegetett fajként szerepel.